# Festival Avenches Opéra
Das Festival Avenches Opéra (früher Festival d’Opéra Avenches) oder Opernfestival Avenches war ein Opern-Festival, das seit seiner Gründung im Jahr 1995 jeden Sommer im römischen Amphitheater von Avenches in der Schweiz stattgefunden hat.
Aus finanziellen Gründen wurde die Veranstaltung 2020 abgesagt.

## Geschichte

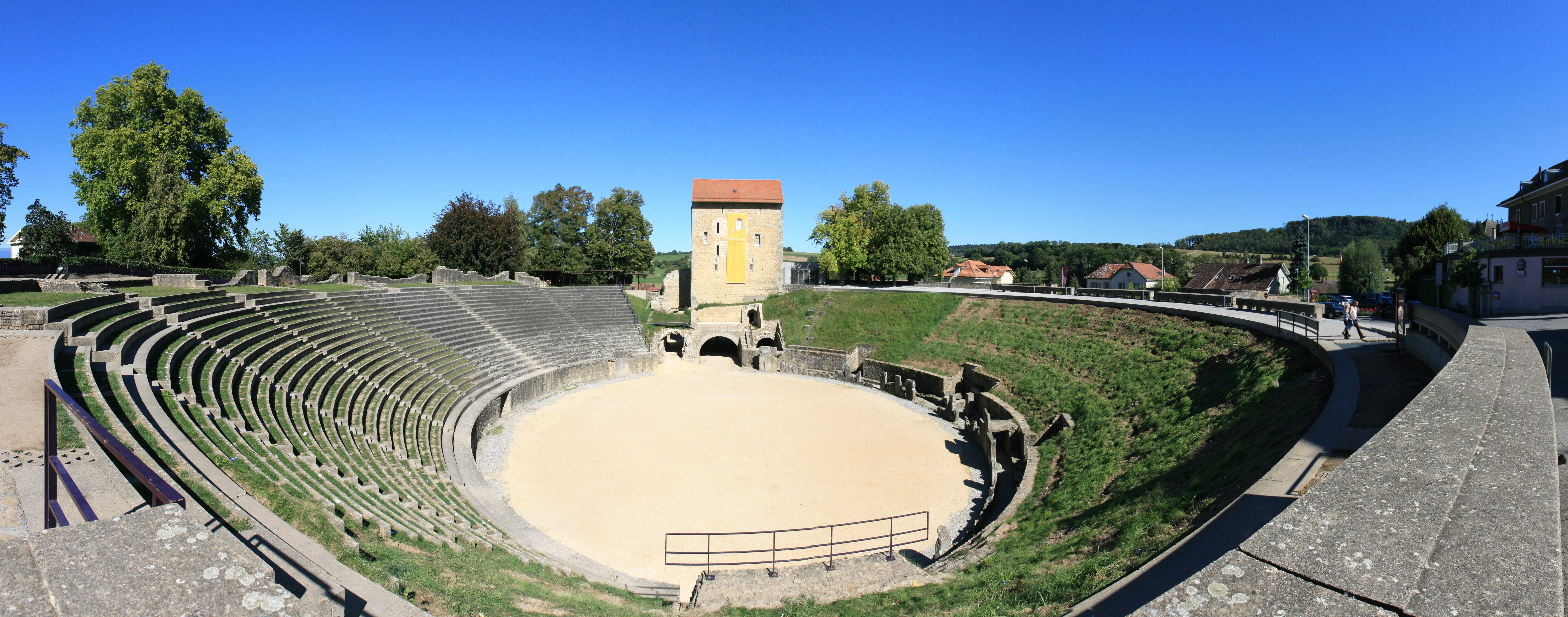
Amphitheater Avenches

Seit seiner ersten Ausgabe zieht das Opernfestival Avenches jedes Jahr im Juli mehrere zehntausend Zuschauer an. Zahlreiche Werke des Opernrepertoires wurden in Avenches aufgeführt, darunter Aida, Carmen, Nabucco, Die Zauberflöte, La traviata, Il trovatore, Don Giovanni und Lucia di Lammermoor.
Das Opernfestival Avenches hat sich seit seinen Anfängen ständig weiterentwickelt, seine Strukturen angepasst und professionalisiert. An seinen wichtigsten Zielen hat sich jedoch nichts geändert: Es will seine Bedeutung unter den grossen Schweizer Klassikevents unter freiem Himmel behaupten und die Oper jedem Publikum zugänglich machen, vom Liebhaber und Kenner bis zum Opern-Neuling.
Für die Organisation des Festivals ist die von Edouard Ryser präsidierte Fondation Avenches Opéra verantwortlich. Künstlerischer Leiter ist seit 2011 Eric Vigié, der Intendant der Opéra de Lausanne.
2019 konnte das Festival nur noch 9.000 Zuschauer verzeichnen.